# W Phoenicis
W Phoenicis är en pulserande variabel av Mira Ceti-typ (M) i stjärnbilden Fenix.
Stjärnan varierar mellan visuell magnitud +8,1 och 14,4 med en period av 333,95 dygn.